# Villaturiel
Villaturiel ist ein Ort und eine nordspanische Gemeinde mit 1.838 Einwohnern (Stand: 2024) in der Provinz León und der Region Kastilien-León. Neben dem Hauptort Villaturiel besteht die Gemeinde aus den Ortschaften Alija de la Ribera, Castrillo de la Ribera, Mancilleros, Marialba de la Ribera, Marne, Puente Villarente de Villaturiel, Roderos, San Justo de las Regueras, Santa Olaja de la Ribera, Toldanos, Valdesogo de Abajo, Valdesogo de Arriba und Villarroañe.

## Lage und Klima
Villaturiel liegt etwa 14 Kilometer südsüdöstlich von León zwischen dem Río Bernesga und dem Río Esla im Nordwesten der Iberischen Meseta in einer Höhe von ca. 795 m. Das Klima im Winter ist rau, im Sommer dagegen trocken und warm; der spärliche Regen (ca. 559 mm/Jahr) fällt überwiegend im Winterhalbjahr.

## Bevölkerungsentwicklung
| Jahr      | 1970 | 1981 | 1991 | 2001 | 2011 | 2021 |
| Einwohner | 2222 | 1891 | 1770 | 1799 | 1920 | 1865 |

Aufgrund der durch die Mechanisierung der Landwirtschaft und der Aufgabe von bäuerlichen Kleinbetrieben ausgelösten Landflucht ist die Bevölkerung der Kleinstadt seit der Mitte des 19. Jahrhunderts kontinuierlich gewachsen.

## Sehenswürdigkeiten

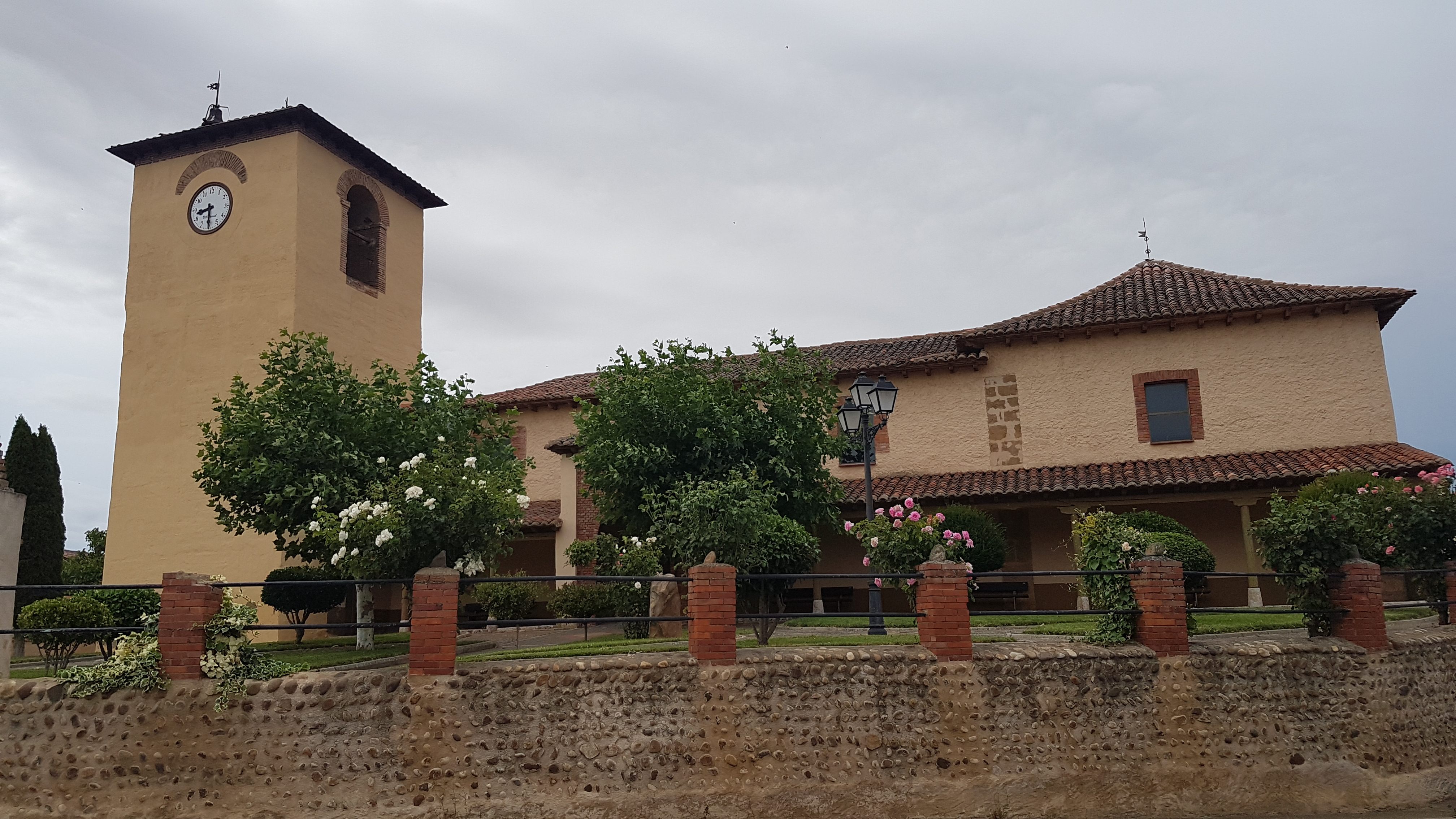
Marienkirche in Villaturiel
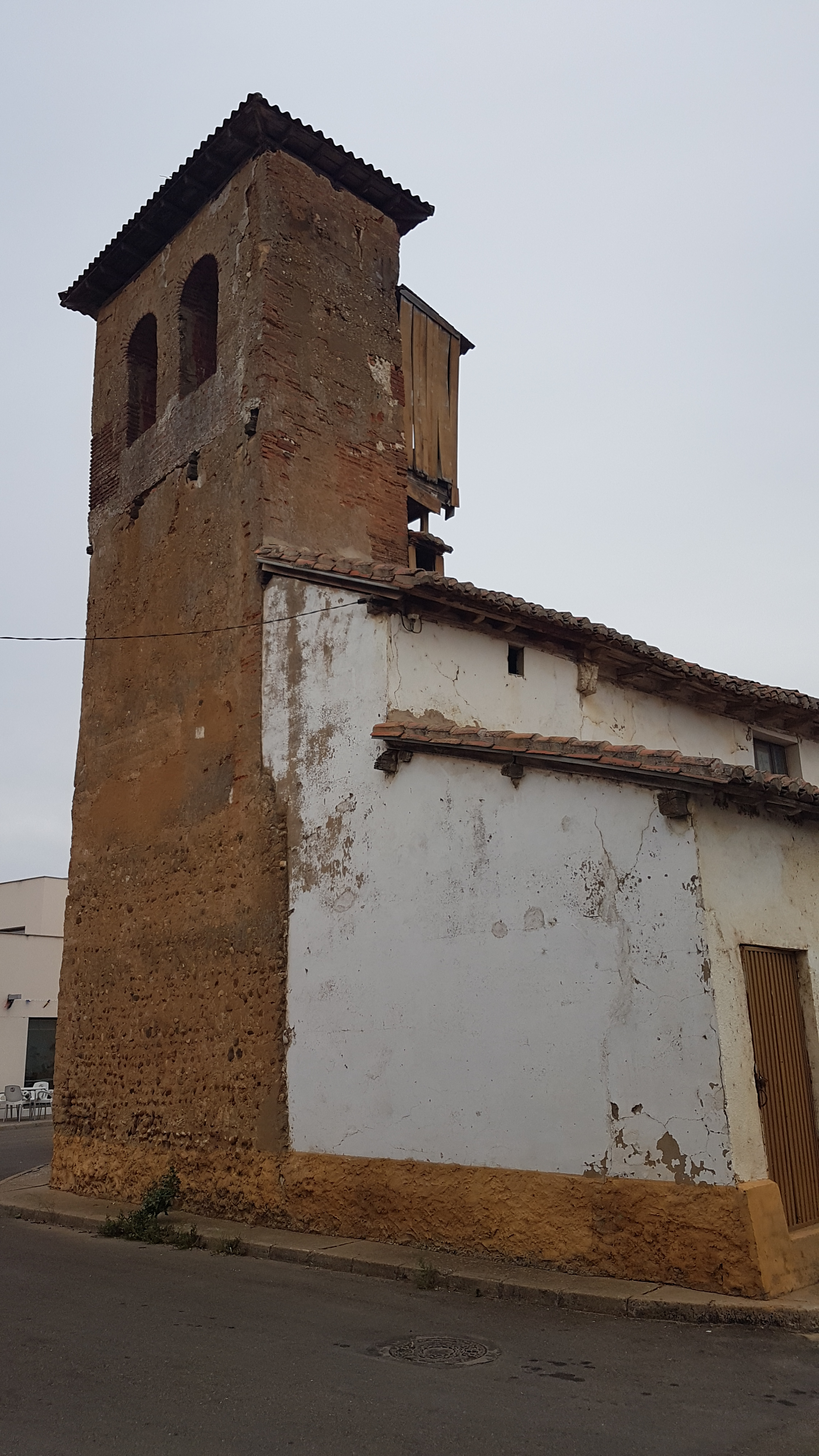
Julianuskirche in Alija de la Ribera
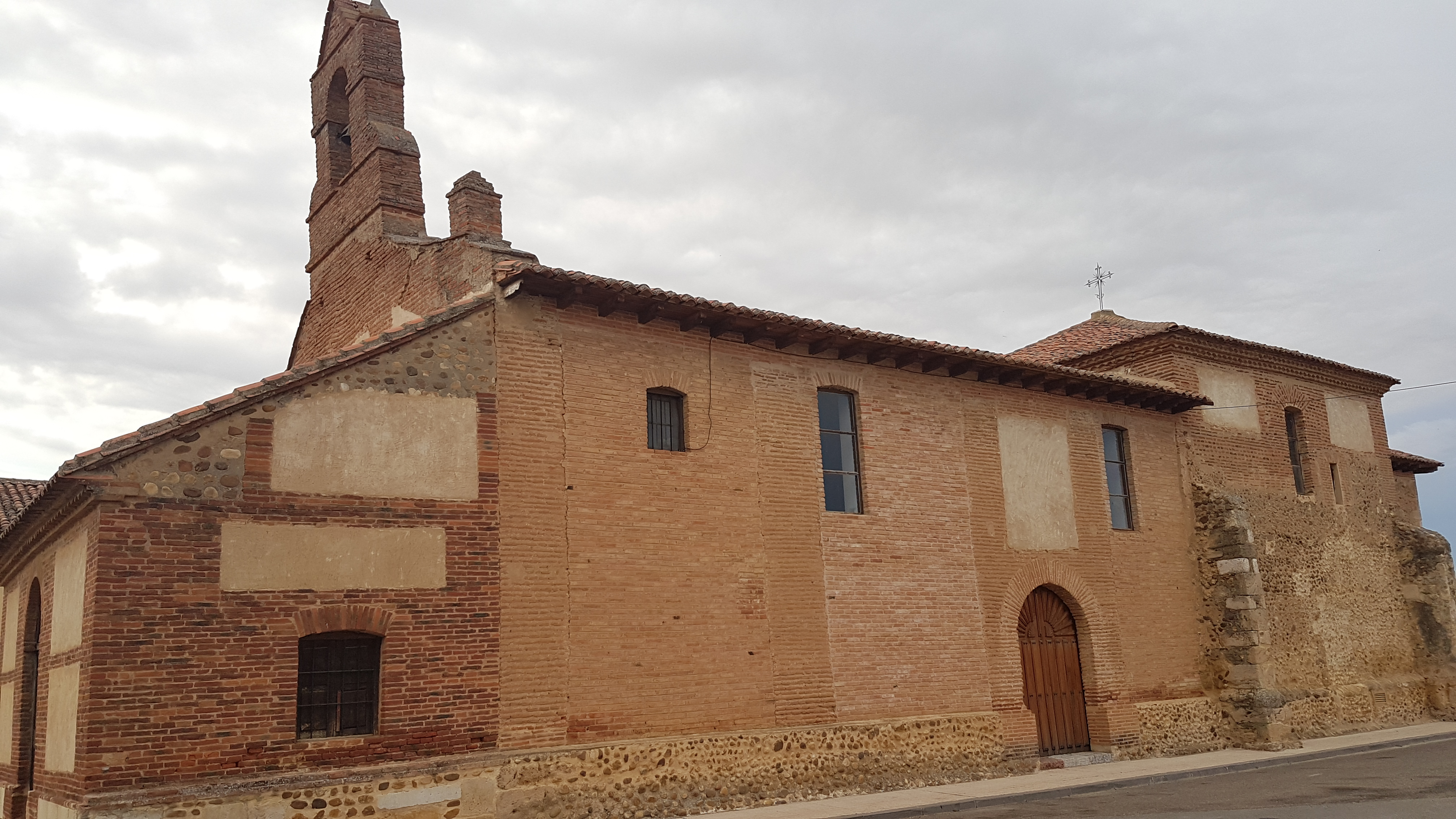
Peterskapelle in Alcántara

- Marienkirche in Villaturiel
- Julianuskirche Alija de la Ribera
- Peterskapelle in Alcántara